# فيات 131
فيات 131 وتسمى أيضا Mirafiori، SuprMirafiori سيارة عائلية صغيرة\متوسطة. أنتجت بواسطة صانع السيارات الإيطالي فيات من 1974 إلى 1984. عرضت السيارة عام 1974 في معرض تورن للمركبات.
حصدت فيات 131 جوائز عديده بفضل موديل رايسنج 2000 من 1978 إلى 1981 رالي باريس داكار.[بحاجة لمصدر]
تتميز بالقوة وبساطة تعليقها الامامي والخلفي عن السيارات المثيلة لها مثل اللادا وكذلك تفوقت علي الموديل الاحدث منها وهوالشاهين والتي جاءت بكثير من العيوب في الات الجر من الكارونة وكذلك ارتفاع درجه حرارة المحرك المبالغ فيها فكانت أفضل سيارة من جيلها وما بعده ولا زالت تجري علي الطرق إلى الآن في تحدي مع الزمن الشاهين.
1600 CC
هناك العديد من أنواع الموتور لهذه السيارة فيوجد منها
1300
1400
1400TC
1500
1600
ويوجد منها صناعه ايطالى وألماني وتركى ولها شبيه وهو تصنيع من شركة سيات الإسبانية وكذلك جري تجميعا في مصر

## المواصفات
استخدمت فيات 131 هيكلًا أحادي الهيكل من الصلب لتصميمها ثلاثي الصناديق واستخدمت محركًا أماميًا، وتصميم الدفع بالعجلات الخلفية، حيث يكون المحرك مثبتًا في المقدمة طوليًا. يقع صندوق التروس خلف المحرك مباشرة، ويقوم عمود المروحة الأنبوبي، الموجود أسفل «نفق» ناقل الحركة، بنقل المحرك إلى محور خلفي ثابت.
كانت جميع المحركات عبارة عن أربعة أنواع مضمنة، مشتقة من تلك المستخدمة في مجموعة 124 المنتهية ولايته، مع كتلة أسطوانة من الحديد الزهر ورأس أسطوانة من سبائك الألومنيوم. في البداية، تم تقديم 131 فقط مع ترس صمام الدفع، والذي قدم ابتكارًا لكونه أول محرك في العالم مزودًا بترس صمام OHV وعمود كامات يعمل بالحزام. فقط في وقت لاحق من عمر النموذج، ظهرت محركات عمود الحدبات العلوية المزدوجة (DOHC) التي تستخدم حزام توقيت مسنن. تم تزويد الوقود عن طريق مكربن مزدوج الاختناق Weber ADF ، يتم تغذيته من خزان وقود صلب مثبت على صندوق. تم استخدام أنظمة اشتعال قواطع الاتصال التقليدية، عادةً مع موزعي Marelli .
استخدم نظام التعليق تعليقًا أماميًا مستقلًا تمامًا، مع دعامات MacPherson وأذرع التحكم في الجنزير وقضيب منع الانقلاب. كان التعليق الخلفي متقدمًا تمامًا (عند استخدام محور خلفي حي صلب)، حيث تم التحكم في المحور الخلفي بواسطة أذرع سحب مزدوجة غير متساوية الطول وقضيب بانهارد، مع نوابض لولبية ومخمدات تعمل مباشرة. أثبت هذا التصميم أنه أفضل بكثير من العديد من معاصريه، لا سيما مع استقرار السيارة والتعامل معها.
كان نظام الكبح نموذجيًا أيضًا؛ كانت الفرامل الأمامية عبارة عن فرامل قرصية، باستخدام قرص صلب من الحديد وفرجار منزلق بمكبس واحد. كانت المؤخرات عبارة عن مكابح أسطوانية (خطوة للخلف التكنولوجي من 124، والتي تستخدم الأقراص من جميع النواحي)، باستخدام تصميم الحذاء الرائد والخلفي الذي يتم تشغيله بواسطة أسطوانة تابعة ثابتة ذات مكبس مزدوج. تم تشغيلها هيدروليكيًا، باستخدام أسطوانة رئيسية ترادفية مدعومة بمؤازرة فراغية باستخدام دائرتين منفصلتين. قام صمام استشعار الحمل المثبت في الخلف بتغيير تحيز الجهد المطبق على الفرامل الخلفية، اعتمادًا على الحمل الذي يتم حمله (وكذلك ديناميكيات الميل الناتجة عن جهد الكبح ومستويات الطريق). فرملة اليد مثبتة في الأرضية مركزية تعمل على المحور الخلفي باستخدام كبلات بودين.
كان الجزء الداخلي للسيارة مزودًا بمفاتيح لوحة القيادة الثانوية مضاءة بمصباح مركزي مع توزيع الألياف الضوئية على المفاتيح.

## السلسلة 1، 1974–78
تم تقديم Fiat 131 Mirafiori في معرض تورينو للسيارات الخامس والخمسين في أواخر أكتوبر 1974. جاء 131 مع خيار من 1,297 سم3 (1.3 ل) أو 1,585 سم3 (1.6 ل) محركات OHV ذات الأربعة محركات، كلاهما من عائلة المحركات تم تقديمه لأول مرة في Fiat 124 . تم تركيب كلا المحركين مع التوأم خنق واحد ويبر 32 ADF downdraught الكربوراتور. كان ناقل الحركة اليدوي من 4 سرعات قياسيًا، مع ناقل حركة يدوي بـ 5 سرعات ومحول عزم دوران ثلاثي السرعات أوتوماتيكي اختياري على المحرك 1600 فقط.
يتكون النطاق الأولي من أحد عشر نموذجًا مختلفًا. كان هناك ثلاثة أنماط للهيكل: صالون ببابين وصالون بأربعة أبواب وعربة فاميلياري ستيشن (عقارات في السوق البريطاني). تم بناء سيارات ستيشن واغن من قبل سيات في إسبانيا، ولكن تم تصنيفها على أنها فيات لجميع الأسواق غير الإسبانية.  كانت مستويات القطع مستويين؛ كان مستوى الدخول 131 Mirafiori (المعروف أيضًا باسم "Normale" أو "Standard") يحتوي على مصابيح أمامية مربعة واحدة وعجلات وغطاء محوري مقعر ‏ من 124 ومفروشات داخلية مبسطة. بعد ذلك كان طراز Mirafiori Special 131 الأفضل تعيينًا (أو ببساطة "S")، والذي يمكن تمييزه عن الطراز الأساسي من خلال المصابيح الأمامية الدائرية الرباعية، والشبك المحدد، وشرائط الاحتكاك الجانبية، وإطارات النوافذ المطلية بالكروم، وإدراج المصد المطاطي. في الداخل أضافت أدوات مختلفة مع أقراص ثلاثية مربعة، وعجلة قيادة مبطنة قابلة للتعديل، وتنجيد من القماش، ومقاعد مائلة. بالإضافة إلى ذلك، كانت الخيارات الأكثر تطورًا - مثل تكييف الهواء، ومقياس سرعة الدوران، والترس التفاضلي المحدود الانزلاق، وسقف الفينيل - حصرية لـ Special. يمكن دمج كل شكل من أشكال الهيكل مع أي من المحركات ومستويات القطع — باستثناء الطراز الخاص الذي يأتي مع المحرك الأكبر فقط. كان لدى إصدارات السوق الأمريكية محرك SOHC ‏ 1.8 لتر رباعي، وكانت متوفرة مع ناقل حركة أوتوماتيكي من ثلاث سرعات من جنرال موتورز.
عرض Autocostruzioni SD التابع لسلفاتور ديومانتي، الواقع بالقرب من تورين، سيارة ليموزين بطول 5 أمتار «131 دبلوماسية».
| المودل                 | كود المكينة | نوع المكينة      | التجويف × السكتة                | المكربن                        | القوة                                      |
| ---------------------- | ----------- | ---------------- | ------------------------------- | ------------------------------ | ------------------------------------------ |
| Mirafiori 1300         | 131A.000    | OHV I4           | 1,297 سم3 (1.3 ل)75.0 × 71.5 mm | single twin-choke Weber 32 ADF | 65 PS DIN (48 كـو؛ 64 حصان) at 5400 rpm    |
| Mirafiori Special 1300 | 131A.000    | OHV I4           | 1,297 سم3 (1.3 ل)75.0 × 71.5 mm | single twin-choke Weber 32 ADF | 65 PS DIN (48 كـو؛ 64 حصان) at 5400 rpm    |
| Familiare 1300         | 131A.000    | OHV I4           | 1,297 سم3 (1.3 ل)75.0 × 71.5 mm | single twin-choke Weber 32 ADF | 65 PS DIN (48 كـو؛ 64 حصان) at 5400 rpm    |
| Mirafiori 1600         | 131A1.000   | OHV I4           | 1,585 سم3 (1.6 ل)84.0 × 71.5 mm | single twin-choke Weber 32 ADF | 75 PS DIN (55 كـو؛ 74 حصان) at 5400 rpm    |
| Mirafiori Special 1300 | 131A1.000   | OHV I4           | 1,585 سم3 (1.6 ل)84.0 × 71.5 mm | single twin-choke Weber 32 ADF | 75 PS DIN (55 كـو؛ 74 حصان) at 5400 rpm    |
| Familiare 1600         | 131A1.000   | OHV I4           | 1,585 سم3 (1.6 ل)84.0 × 71.5 mm | single twin-choke Weber 32 ADF | 75 PS DIN (55 كـو؛ 74 حصان) at 5400 rpm    |
| Familiare Special 1600 | 131A1.000   | OHV I4           | 1,585 سم3 (1.6 ل)84.0 × 71.5 mm | single twin-choke Weber 32 ADF | 75 PS DIN (55 كـو؛ 74 حصان) at 5400 rpm    |
| Abarth Rally           | n/a         | DOHC 16-valve I4 | 1,995 سم3 (2.0 ل)84.0 × 90.0 mm | single twin-choke Weber 34 ADF | 140 PS DIN (103 كـو؛ 138 حصان) at 6400 rpm |
| US version             | n/a         | SOHC I4          | 1,756 سم3 (1.8 ل)               | n/a                            | 87 PS (64 كـو؛ 86 حصان)                    |

### فيات 131 أبارث رالي

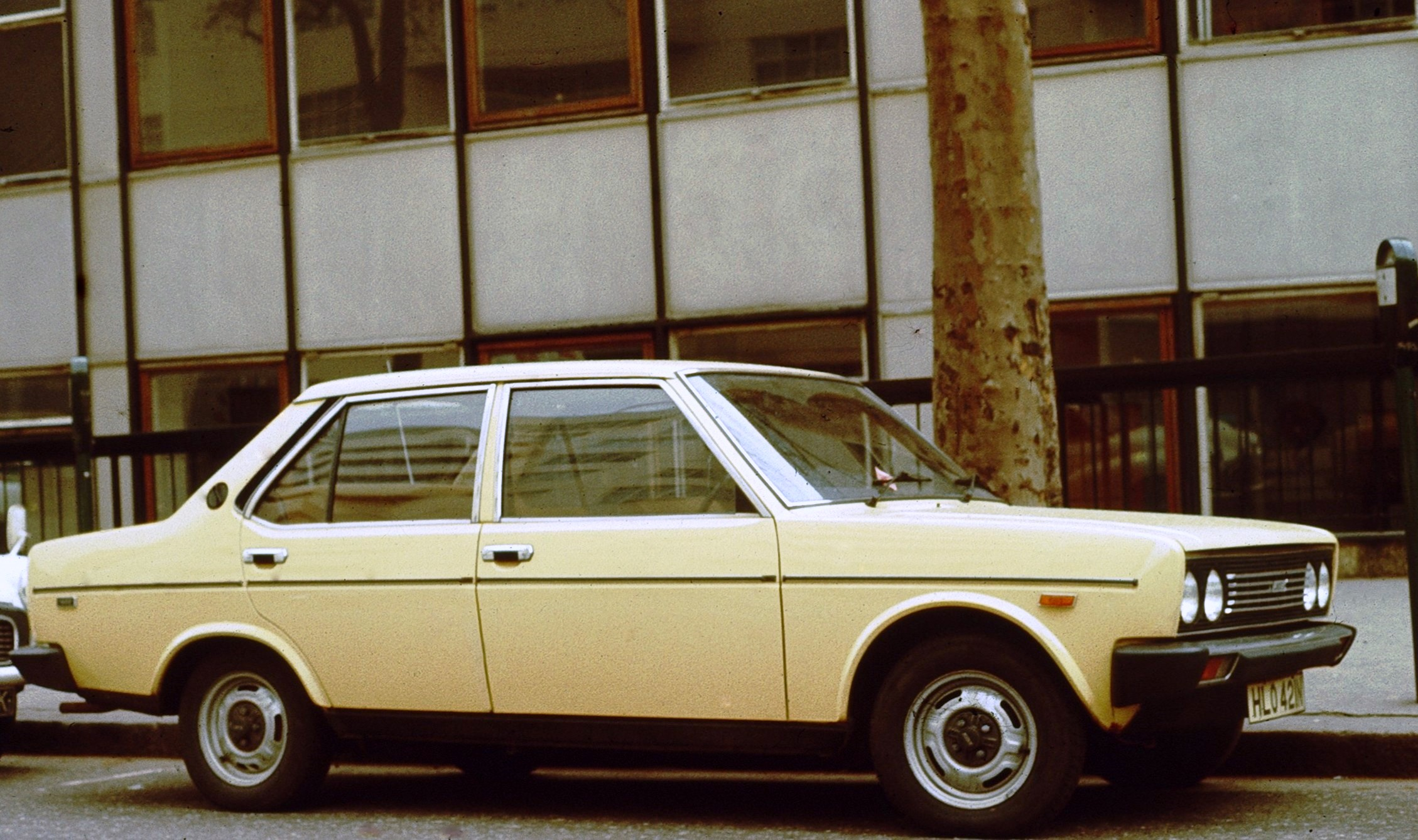
فيات 131 ميرافيوري سبيشال
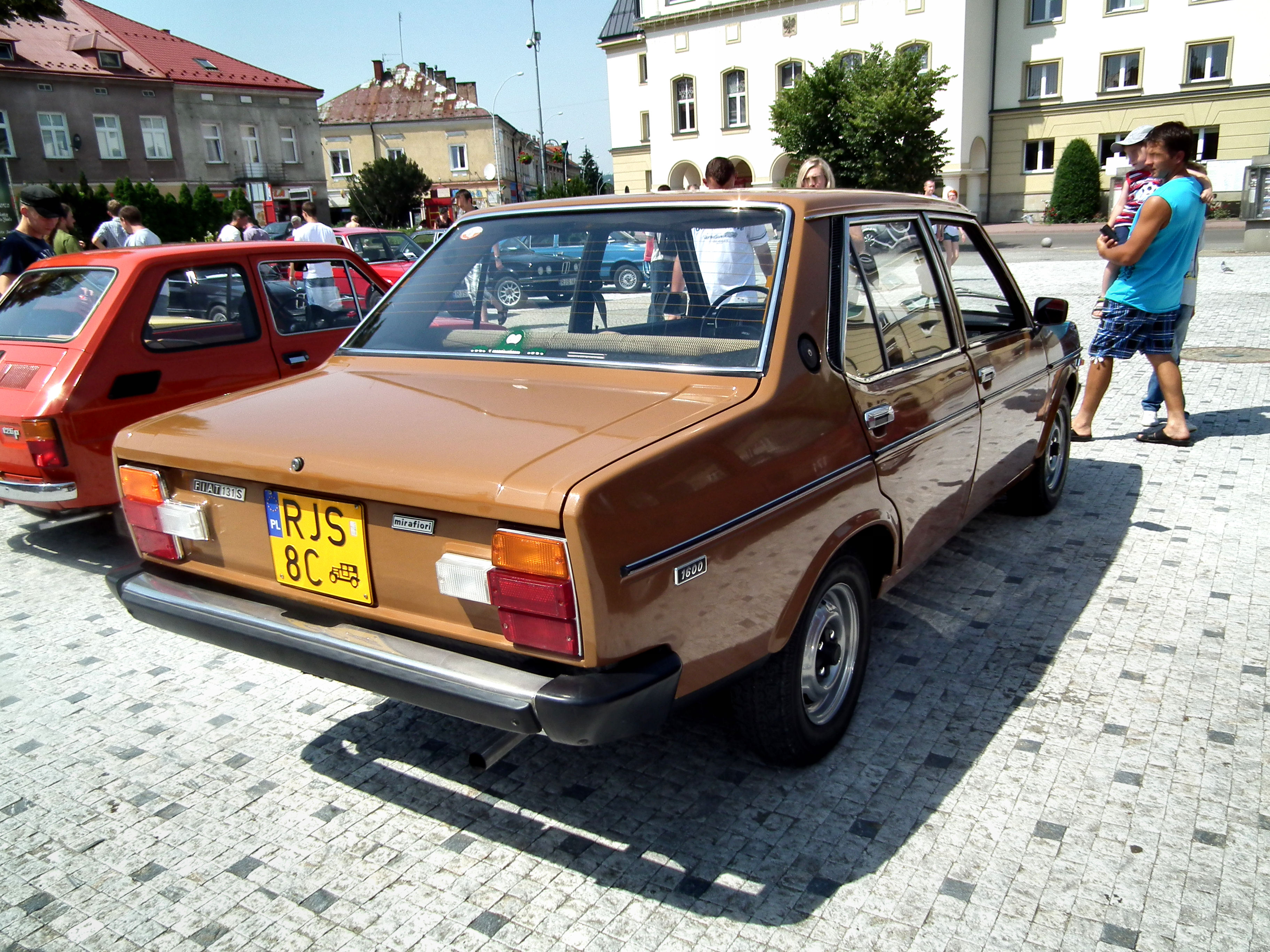
تعتبر المصابيح الخلفية على شكل حرف "T" من سمات سيارات الفئة الأولى.
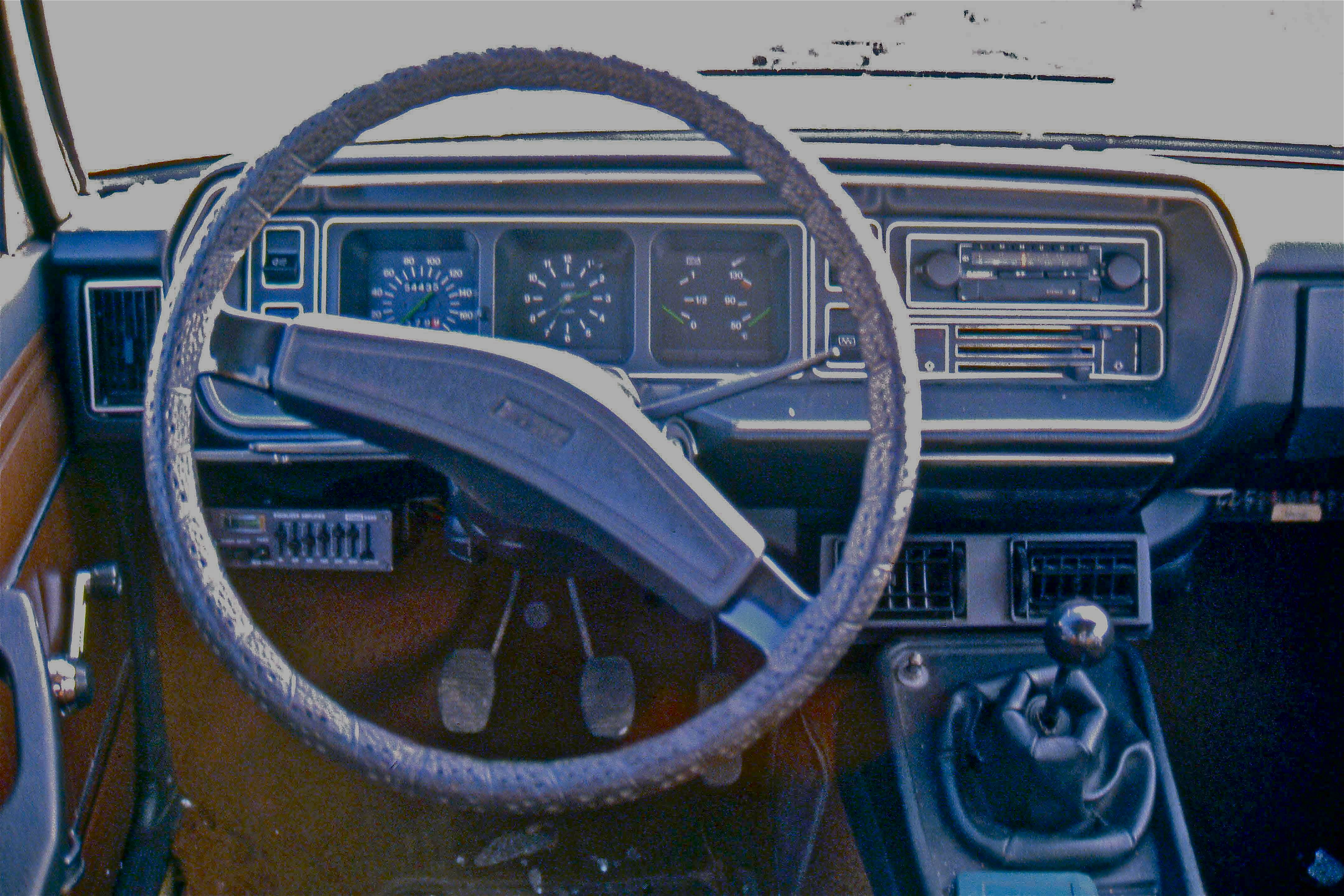
لوحة القيادة من السلسلة 1 ، هنا طراز Mirafiori الخاص
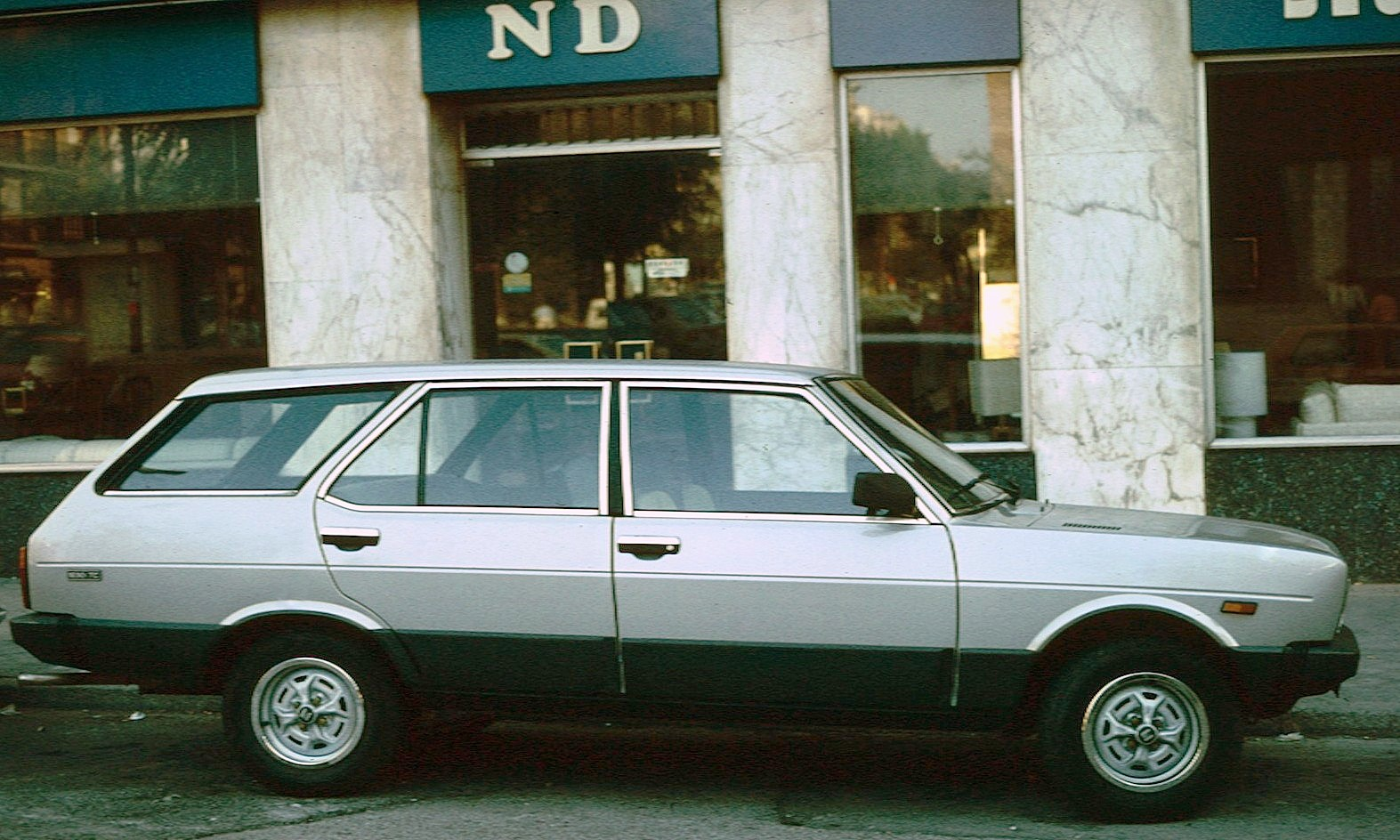
عقار سيات 131: أثناء بنائه في إسبانيا ، ارتدت العقارات شارات فيات في أماكن أخرى.

في عام 1976، تم بناء 400 نموذج من Fiat 131 Abarth Rally لأغراض التجانس. تم بناء هذه السيارات بالتعاون بين Fiat وBertone وAbarth . أخذ Bertone هيكلًا قياسيًا للبابين مكتمل جزئيًا من خط الإنتاج في Mirafiori ، وركبت واقيات الطين البلاستيكية الأمامية والخلفية، وغطاء محرك بلاستيكي وغطاء صندوق السيارة وعدلت الهيكل المعدني لقبول التعليق الخلفي المستقل. تم طلاء السيارات بالكامل وتشذيبها ثم تسليمها مرة أخرى إلى مصنع Fiat الخاص Rivalta حيث استلموا Abarth الميكانيكية.

في النسخة الشارع تستخدم للسيارة DOHC 4 صمامات لكل اسطوانة مشتق من القياسية التوأم كام المضمنة أربعة محرك، ومجهزة مزدوج downdraught 34 ADF منظماته ويبر تنتج 140 حصان متري (138 bhp؛ 103 كـو) عند 6400 دورة في الدقيقة و 17.5 كيلو غرام·متر (172 ن·م؛ 127 رطلق·قدم) عند 3600 دورة في الدقيقة من عزم الدوران. استخدمت سيارات الشوارع علبة التروس القياسية بدون التزامن (تتطلب لوائح نوع Rally استخدام نفس النوع من التزامن على السيارات المنافسة كما هو الحال في إصدارات الشوارع) ونظام الفرامل المنخفض بشكل ميؤوس منه لسيارة Fiat 127 الصغيرة. استخدمت سيارات المنافسة تزييت الحوض الجاف وفي النهاية حقن الوقود الميكانيكي Kugelfischer . في مواصفات السباق، أنتج المحرك ما يصل إلى 240 حصان متري (237 bhp؛ 177 كـو) في عام 1980، حيث يقودها والتر روهرل إلى بطولة العالم.

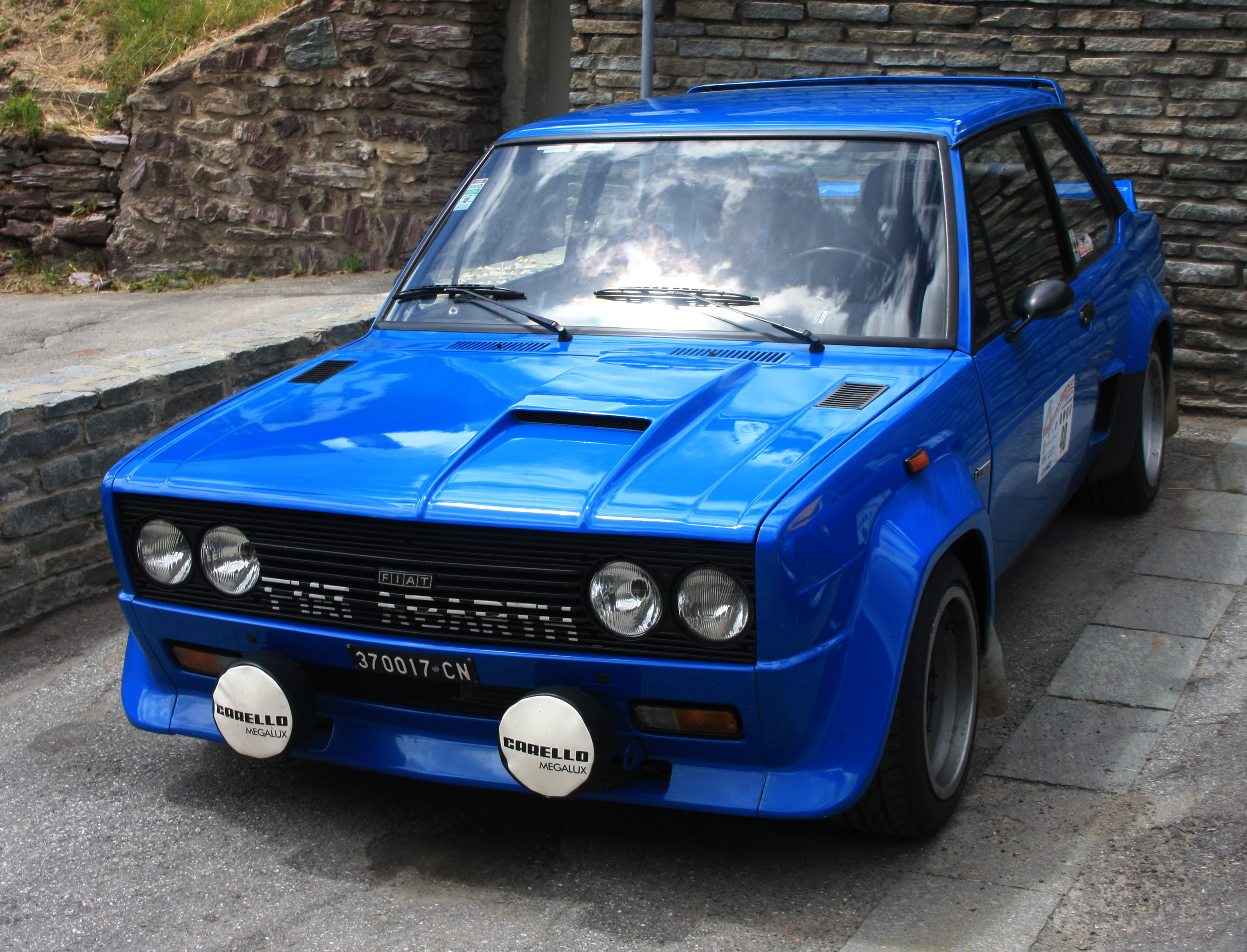
فيات أبارث 131 رالي
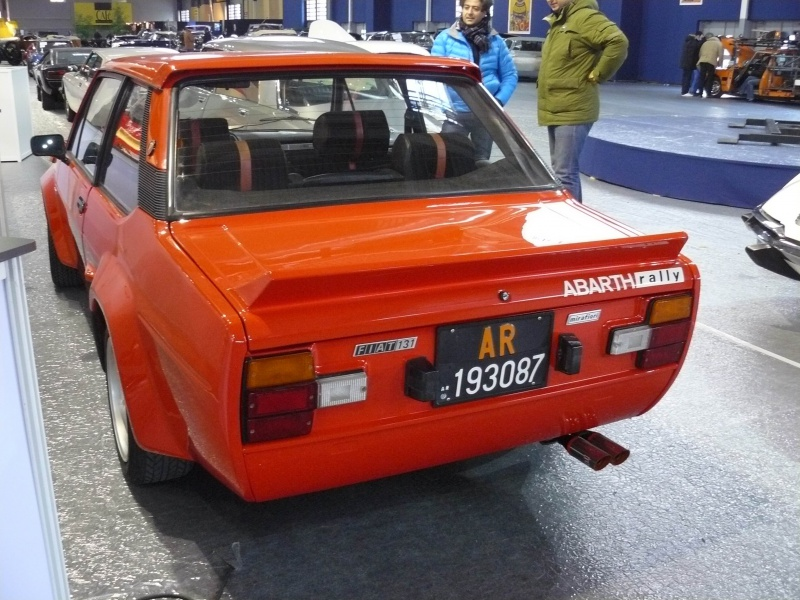
فيات أبارث 131 المنظر الخلفي
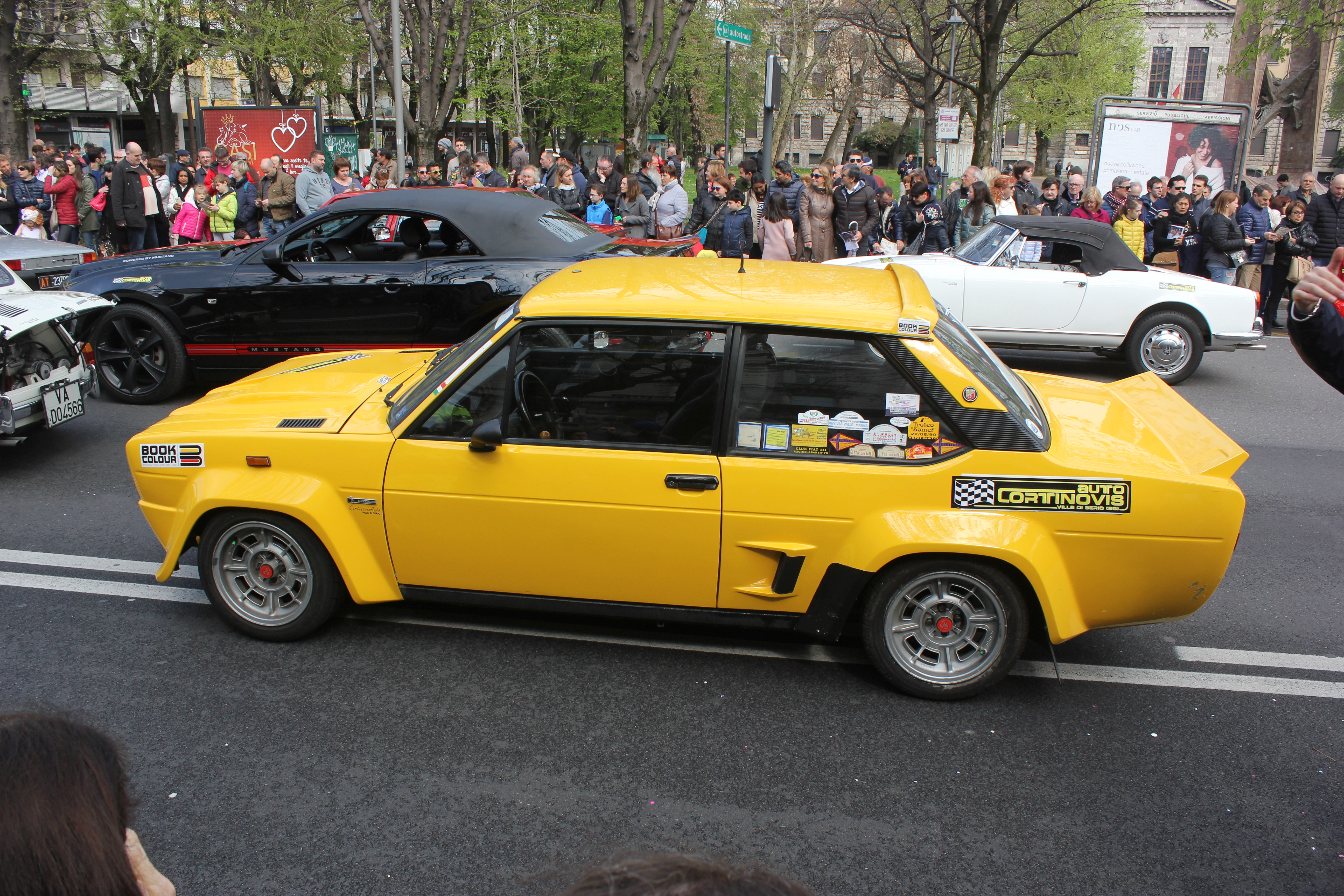
عرض الجانب الأيسر فيات Abarth 131
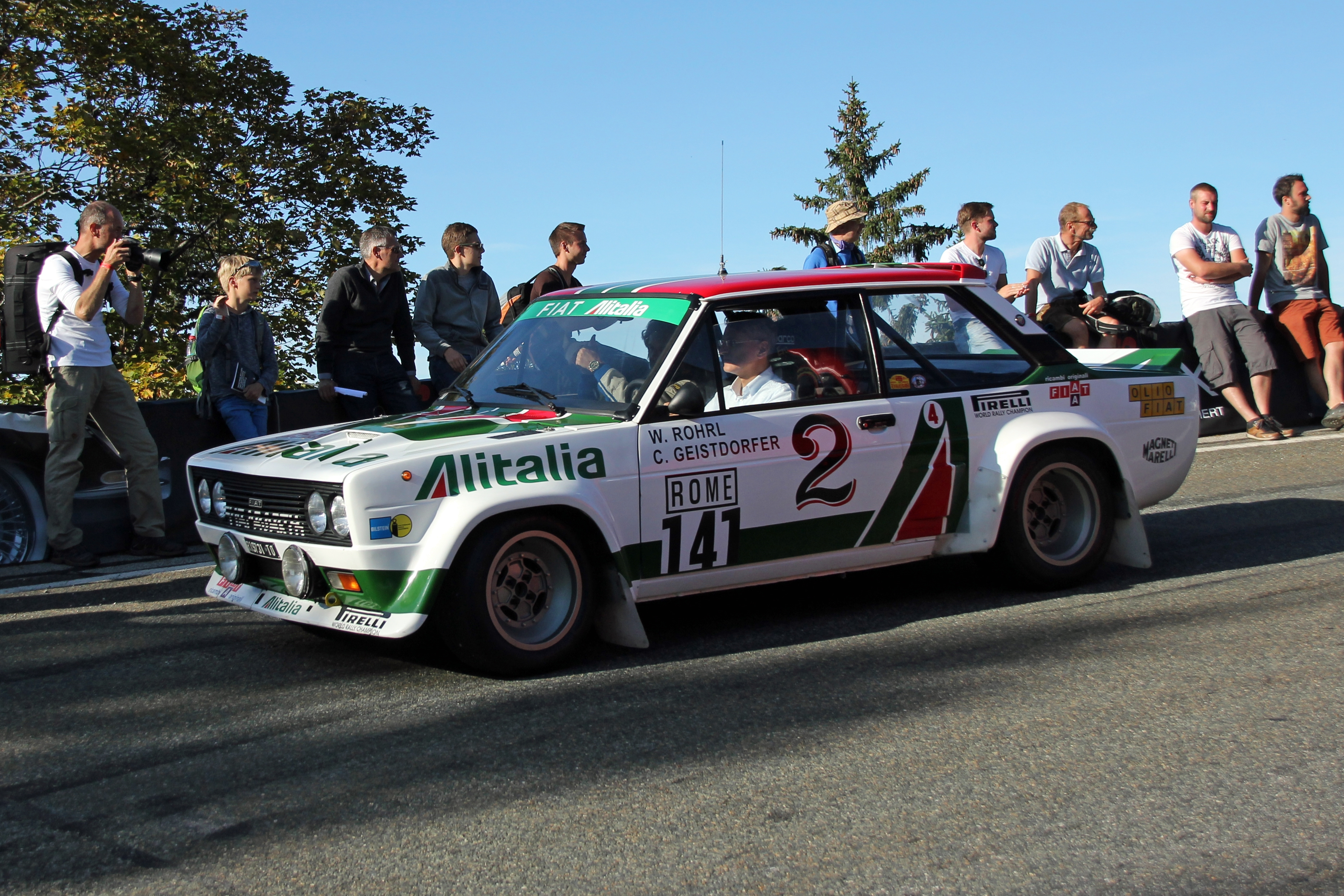
والتر روهرل فيات 131 أبارث (الراعي أليتاليا)

## السلسلة 2
تم إجراء عملية إعادة تصميم بسيطة لطراز 131 في عام 1978. وصلت محركات DOHC الجديدة أو "Twin Cam" (TC)، وحصلت هذه الطرازات على شارة Supermirafiori . كان أكبر تغيير خارجي من الفئة 2 هو الأضواء الأمامية المستطيلة الشكل الأكبر حجمًا (المصابيح الأمامية الرباعية المستديرة في الولايات المتحدة)، والمصدات الجديدة، والمصابيح الخلفية الجديدة الأكبر حجمًا، والمقصورة الداخلية الجديدة بما في ذلك عجلة القيادة المكتنزة ذات المتحدث الفردي.
أيضًا في عام 1978، النسخة الرياضية ذات البابين Racing (Mirafiori Sport in the UK) مع 115 حصان متري (85 كـو) محرك كامين مزدوجين. تحتوي هذه السيارة على أربعة مصابيح أمامية مستديرة (المصابيح الأمامية الداخلية أصغر من المصابيح الأمامية، على عكس أي طراز آخر من طراز Mirafiori تم إنتاجه)، وشبكة مختلفة، ومفسدين، وأقواس عجلات ممتدة، وعلبة تروس قصيرة 5 سرعات. كانت السرعة القصوى للسباق 180 كيلومتر في الساعة (110 ميل/س) . تحتوي الإصدارات المزودة بمحرك ديزل أيضًا على أربعة مصابيح أمامية مستديرة (متساوية الحجم)، ونتوء ملحوظ (وخاصية) في غطاء المحرك لاستيعاب المحرك الأطول. تمت إعادة تسمية العائلة (الحوزة) باسم بانوراما .

تم تسويق السلسلة 2 في الولايات المتحدة باسم Fiat Brava (بابين فقط) و Super Brava من منتصف العام 1978 مع نفس 1.8 لتر أربعة كما تم استخدامها في السوق الأمريكية 131، ولكن قبل انتهاء العام تم استبدال هذا بـ torquier 2 الأقوى إلى حد ما والأكثر قوة كما شوهد لتر أربعة كاميرتين في العنكبوت. في البداية، تم بيع الموديلات الأفضل تجهيزًا باسم Super Bravas ، ولكن تم إسقاط الطراز الأساسي وعلامة "Super" لعام 1979. احتفظت نسخة Brava المؤقتة أيضًا بالمقصورة الداخلية 131. الأهم من ذلك، أن نظام تكييف الهواء تم تحديثه أيضًا ليلبي متطلبات السائقين الأمريكيين. لعام 1980 تمت إضافة نسخة أكثر قوة بحقن الوقود (102 حصان (76 كـو)) بينما تم إسقاط إصدار Estate. بالنسبة لعام 1981، أصبح محرك EFI من المعدات القياسية وتم تغيير المصابيح الأمامية لوحدات مفردة مستطيلة، ولكن كان هذا العام الأخير لـ Brava / 131 في الولايات المتحدة. أدرج إصدار يناير 1991 من مجلة Popular Mechanics في الولايات المتحدة سيارة Fiat 131 1979

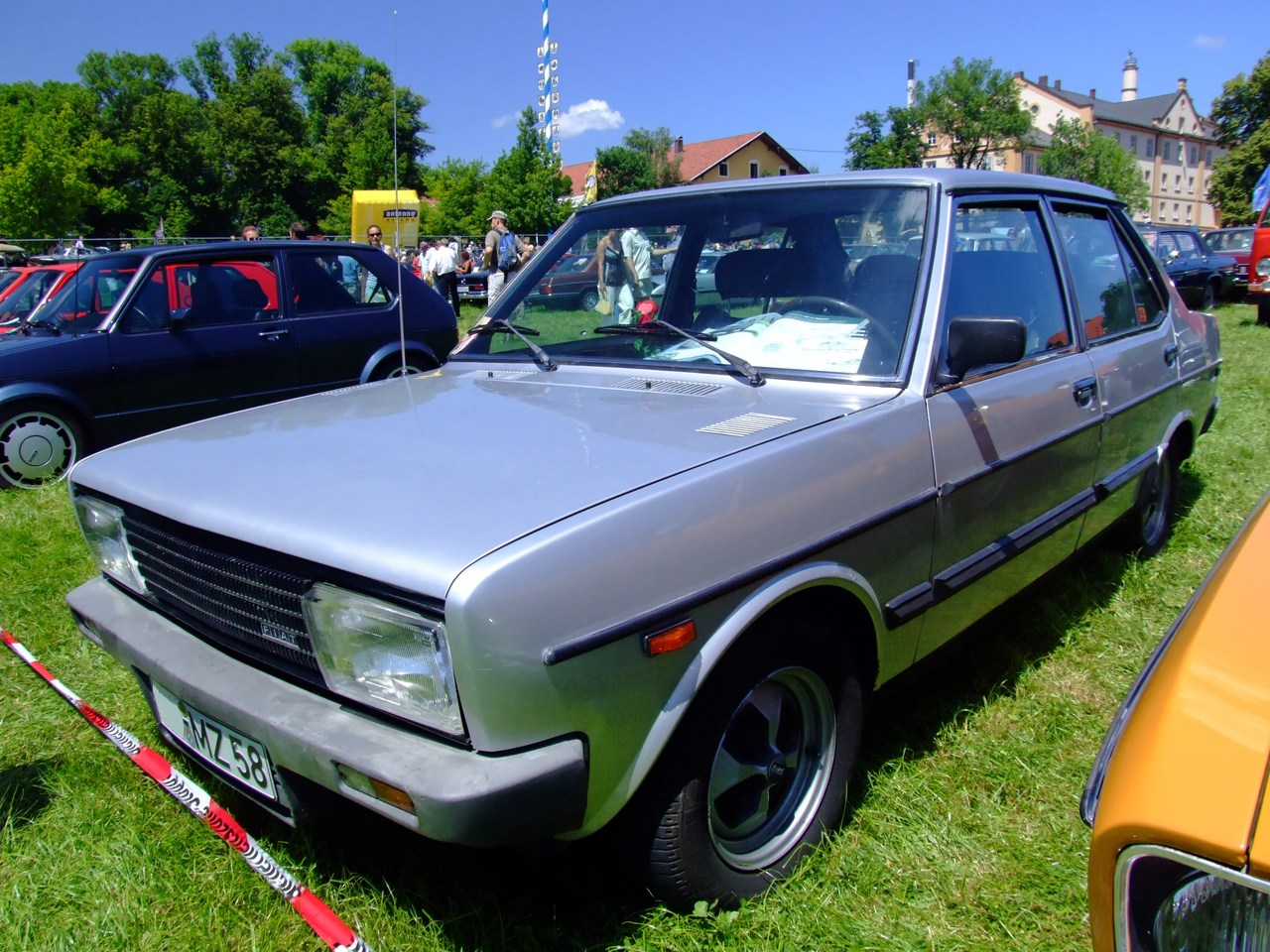
فيات 131 سوبرميرافيوري
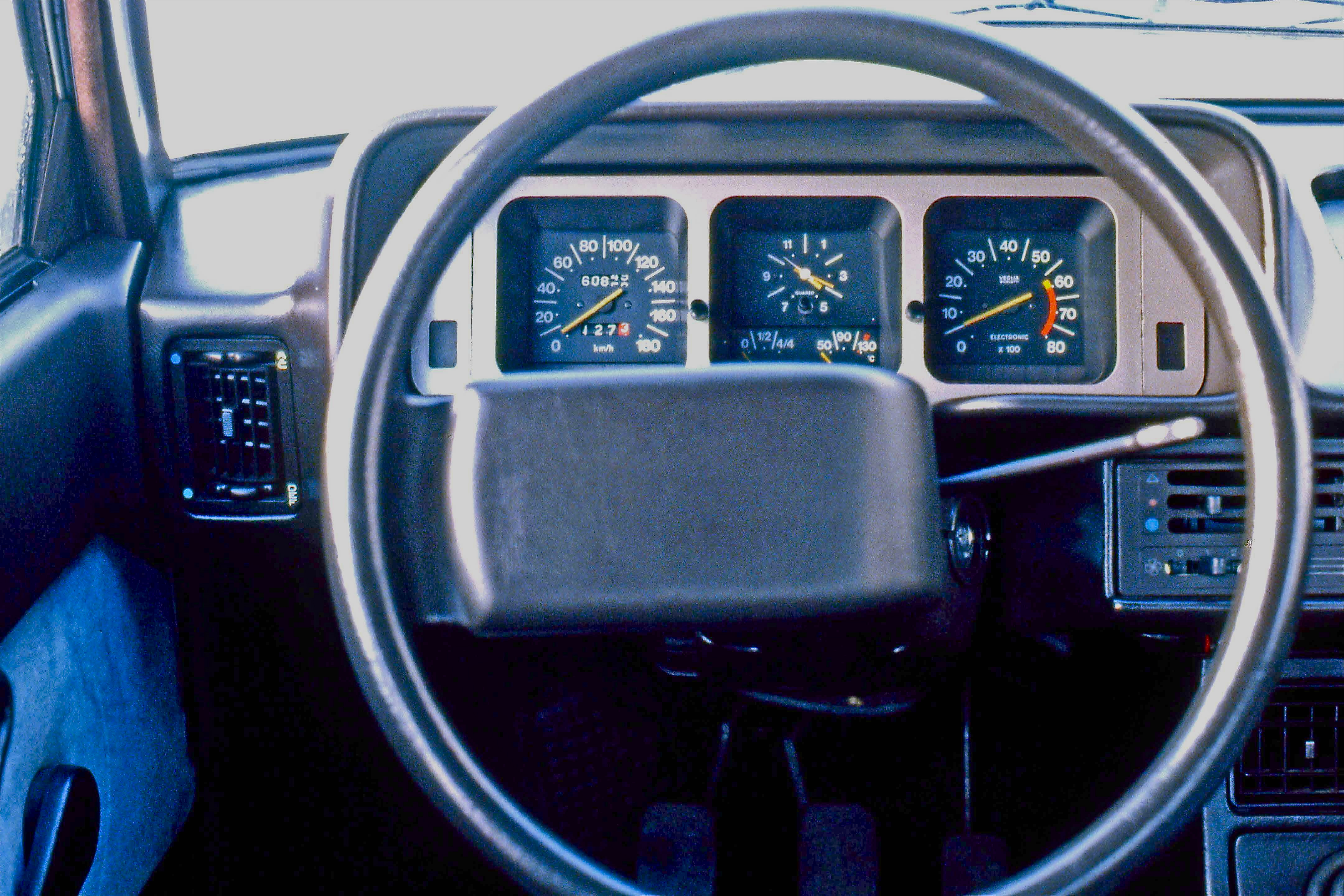
سلسلة 2 لوحة القيادة

في فئة «الأسوأ بشكل عام» باعتبارها أكثر السيارات «عرضة للمشاكل» التي تم تسجيلها في تاريخ تقرير المالك.

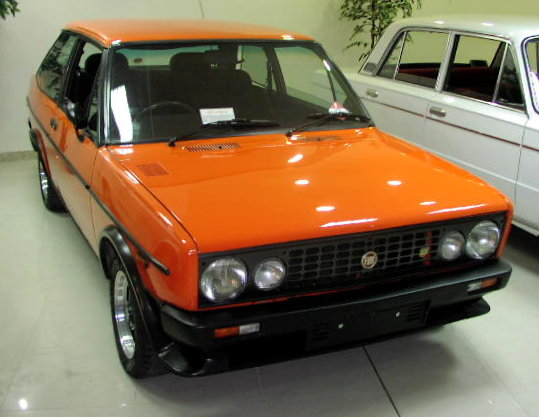
سباق فيات 131
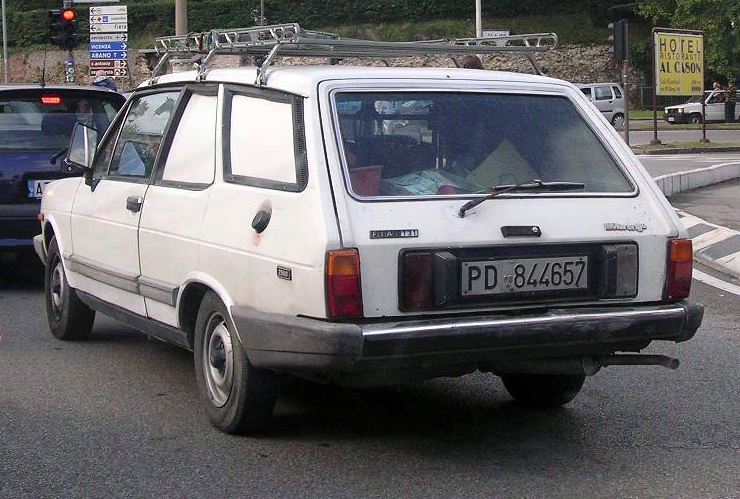
، نسخة فان من ملكية 131 بانوراما

|               | الإزاحة           | نوع المحرك | قوة                                                         |
| ميرافيوري     | 1297/1301 سم مكعب | أنا 4 أوه  | 65 حصان متري (48 كـو؛ 64 حصان)                              |
| سوبرميرافيوري | 1297/1301 سم مكعب | I4 dohc    | 78 حصان متري (57 كـو؛ 77 حصان)                              |
| سوبرميرافيوري | 1585 سم مكعب      | I4 dohc    | 96 حصان متري (71 كـو؛ 95 حصان)                              |
| بانوراما      | 1297/1301 سم مكعب | أنا 4 أوه  | 65 حصان متري (48 كـو؛ 64 حصان)                              |
| بانوراما      | 1585 سم مكعب      | أنا 4 أوه  | 75 حصان متري (55 كـو؛ 74 حصان)                              |
| ديزل          | 1995 سم مكعب      | I4         | 60 حصان متري (44 كـو؛ 59 حصان)                              |
| ديزل          | 2445 سم مكعب      | I4         | 72 حصان متري (53 كـو؛ 71 حصان)                              |
| سباق          | 1995 سم مكعب      | I4 dohc    | 115 حصان متري (85 كـو؛ 113 حصان)                            |
| برافا         | 1756 سم مكعب      | I4 dohc    | 83 حصان (62 كـو؛ 84 PS)                                     |
| برافا         | 1995 سم مكعب      | I4 dohc    | 86 حصان (64 كـو؛ 87 PS)كريس: 81 حصان متري (60 كـو؛ 80 حصان) |
| Brava EFI     | 1995 سم مكعب      | I4 dohc    | 103 حصان متري (76 كـو؛ 102 حصان)                            |

- سباق فيات 131
- فيات 131 مارينغو  [لغات أخرى]‏ ، نسخة فان من ملكية 131 بانوراما

### 131 الهجين
في عام 1980، قدمت شركة فيات 131 إيبريدو،  نموذج أولي تجريبي يضم الموديل الصغير 903 محرك cc من محرك Fiat 127 ، تم تعديله إلى 33 حصان (25 كـو) ، ومتزاوجة مع 24 kW DC محرك كهربائي. يتم توفير الطاقة أيضًا من خلال التجديد عبر نظام الكبح. 250 توجد بطاريات أمبير في الصندوق، مضيفة 386 رطل (175 كـغ) للوزن.

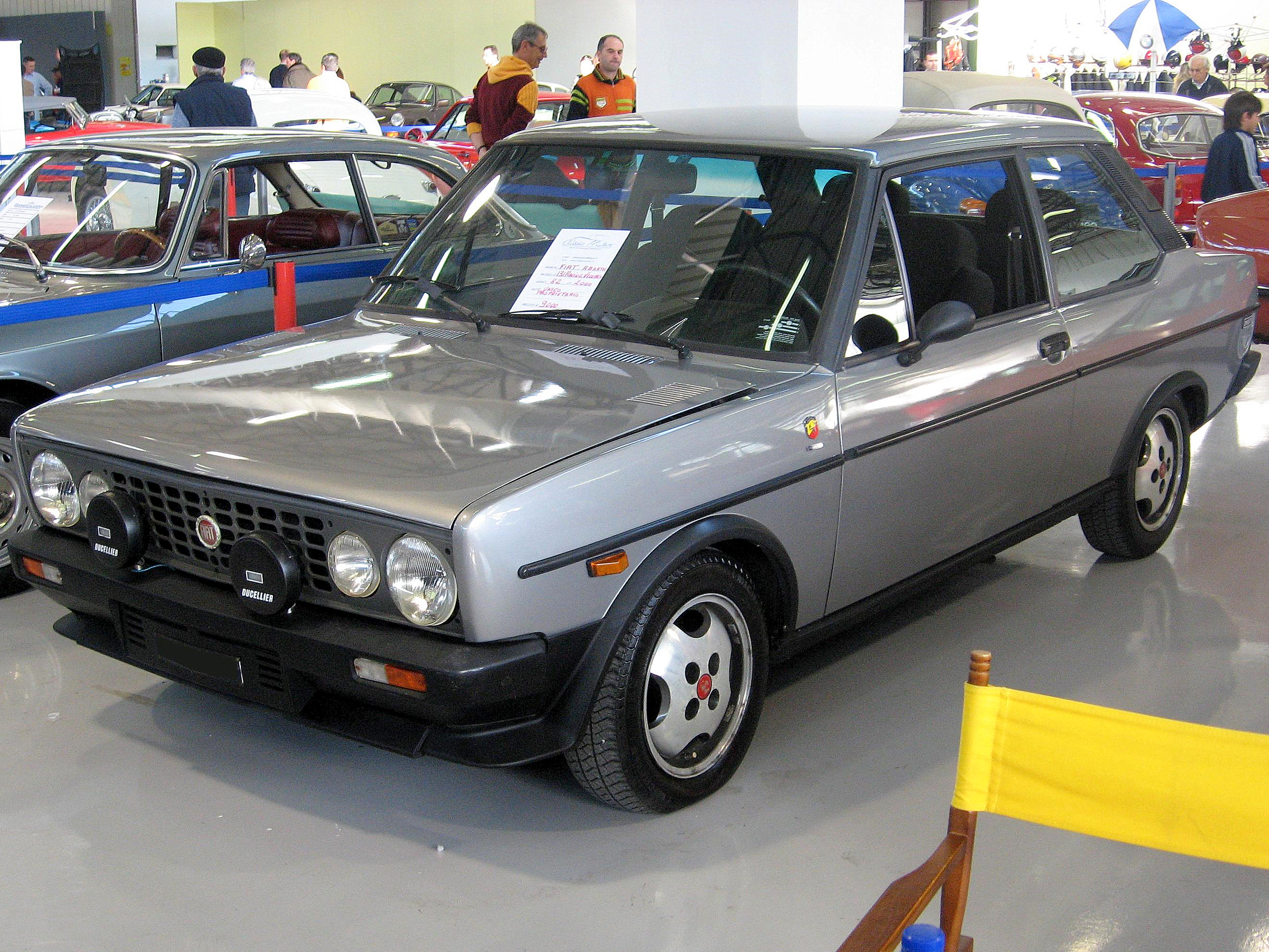
فيات 131 Volumetrico Abarth

## السلسلة 3
تم تحديث 131 مرة أخرى في مارس 1981. بحلول هذا الوقت، لم تعد السيارة معروضة في الولايات المتحدة الأمريكية. توقف إنتاج إصدارات Racing / Sport ، على الرغم من بيعها جيدًا في عام 1982. ذهب نفس محرك 2.0 TC (مزدوج كام) إلى Supermirafiori. تم تغيير اسم السيارة إلى 131 سوبر برافا في أستراليا. تلقت السيارة تصميمًا داخليًا محدثًا بشكل طفيف (أدوات، غطاء صندوق قفازات من قطعة واحدة)، بينما وجدت شرائط الاحتكاك السفلية طريقها إلى جميع الطرازات وفقًا لمواصفات CL. تلقى Supermirafiori تكسية أكبر للباب السفلي. ميكانيكيًا، تلقت إصدارات Mirafiori الآن محركات كامة علوية بدلاً من إصدارات pushrod ؛ محرك 1.4 لتر جديد و 1.6 لتر معدل. الجديد أيضًا هو القابض وعلب التروس، كما تم إدخال نظام تعليق مضبوط وزاد حجم خزان الغاز بمقدار ثلاثة لترات، ليصبح المجموع 53 لتر (14.0 غال-أمريكي؛ 11.7 غالون إمب) القدرة.
في يونيو 1981، تم طرح نسخة رياضية جديدة، Volumetrico Abarth ، في بعض الأسواق، مع نسخة فائقة الشحن من الكاميرا المزدوجة المألوفة سعة 2 لتر. تم تصنيع هذه السيارة، المعروفة أيضًا باسم 2000 TC Compressore ، في سلسلة صغيرة (حوالي 200 وحدة ) ويمكن أن تصل إلى 190 كيلومتر في الساعة (118 ميل/س).
في عام 1983، توقف إنتاج نسخة الصالون، لكن التركة، التي تسمى الآن 131 ماراتيا، ظلت في الإنتاج بخيارين من المحركات (115 حصان 2.0 TC و 72 PS 2.5 D) حتى عام 1985، عندما تم استبدالهم بـ Ritmo - مقرها Regata في عطلة نهاية الأسبوع. تضمنت هذه الإصدارات الأخيرة أربعة مصابيح أمامية مستديرة وشبكة من خمسة قضبان مألوفة الآن.
| نموذج                    | الإزاحة       | نوع المحرك              | قوة                               |
| ميرافيوري                | 1,367 سم مكعب | SOHC I4                 | 70 حصان متري (51 كـو؛ 69 حصان)    |
| Mirafiori CL             | 1,585 سم مكعب | SOHC I4                 | 85 حصان متري (63 كـو؛ 84 حصان)    |
| سوبرميرافيوري            | 1,367 سم مكعب | عمود الكامات العلوي ‏ I4 | 75 حصان متري (55 كـو؛ 74 حصان)    |
| سوبرميرافيوري            | 1,585 سم مكعب | DOHC I4                 | 98 حصان متري (72 كـو؛ 97 حصان)    |
| سوبرميرافيوري            | 1995 سم مكعب  | DOHC I4                 | 115 حصان متري (85 كـو؛ 113 حصان)  |
| Volumetrico Abarth       | 1995 سم مكعب  | DOHC I4                 | 140 حصان متري (103 كـو؛ 138 حصان) |
| بانوراما                 | 1,301 سم مكعب | OHV I4                  | 65 حصان متري (48 كـو؛ 64 حصان)    |
| بانوراما                 | 1,585 سم مكعب | SOHC I4                 | 85 حصان متري (63 كـو؛ 84 حصان)    |
| Mirafiori 2000 ديزل      | 1995 سم مكعب  | I4                      | 60 حصان متري (44 كـو؛ 59 حصان)    |
| Mirafiori 2500 ديزل      | 2445 سم مكعب  | I4                      | 72 حصان متري (53 كـو؛ 71 حصان)    |
| Supermirafiori 2500 ديزل | 2445 سم مكعب  | I4                      | 72 حصان متري (53 كـو؛ 71 حصان)    |

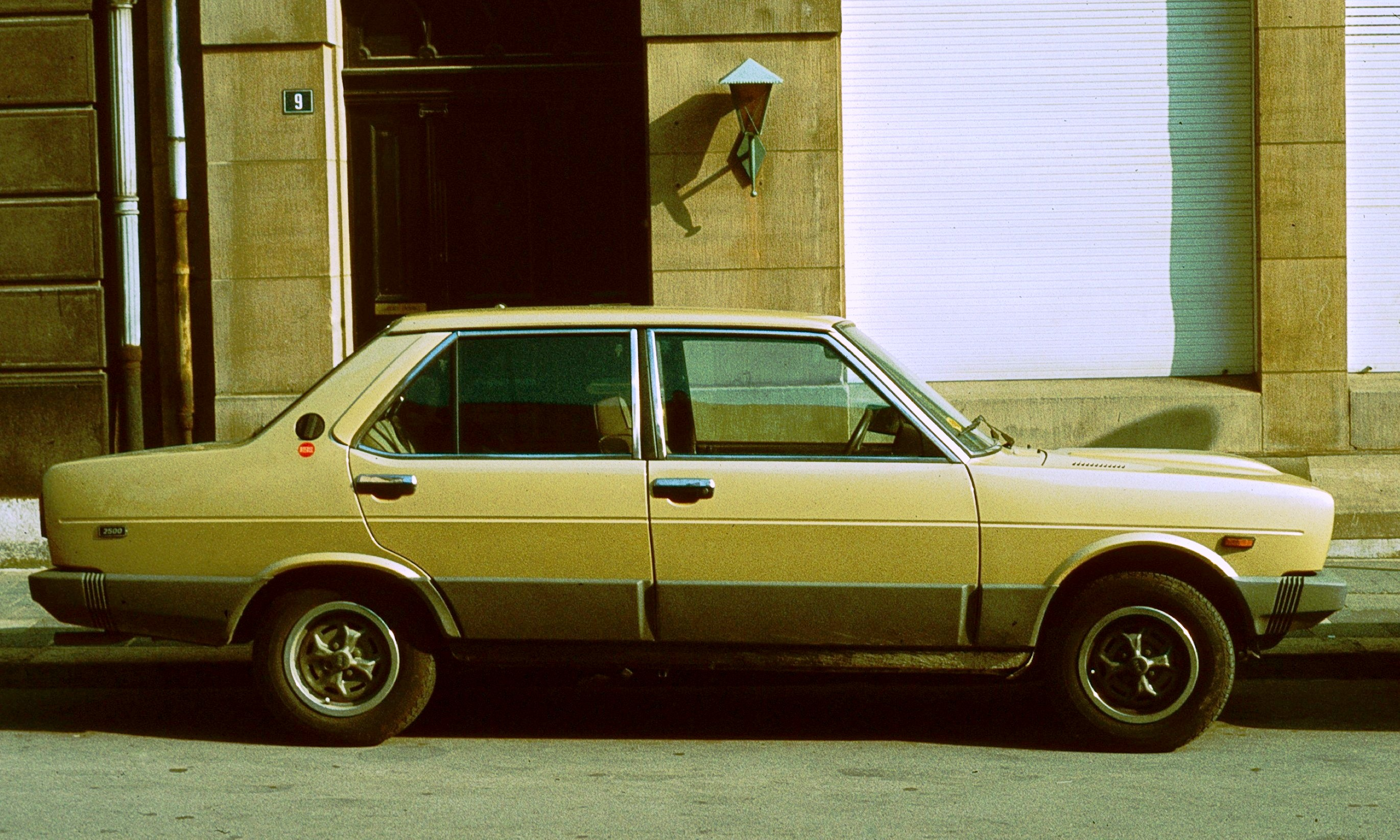
لمحة عن 131 Supermirafiori Diesel 2500
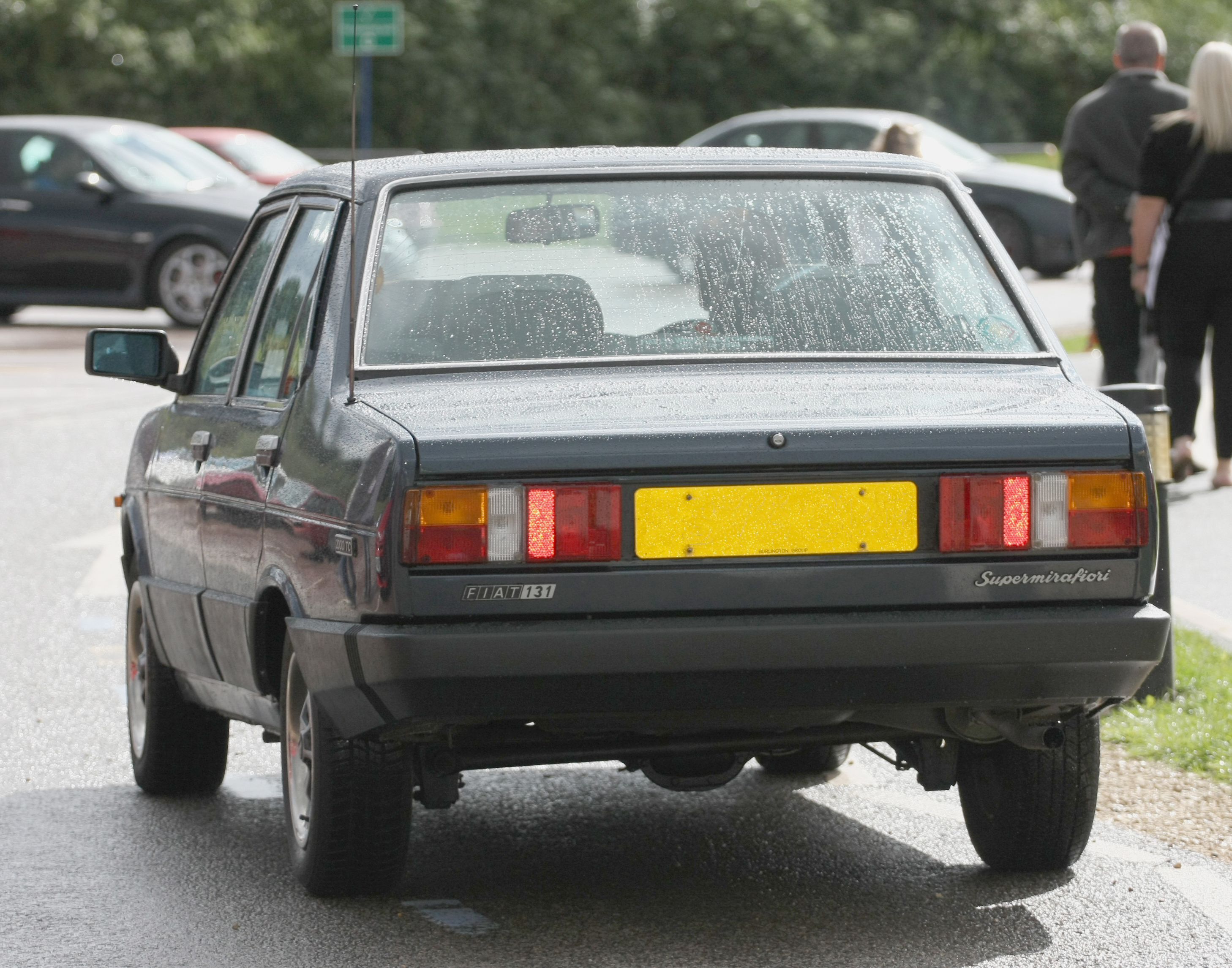
المنظر الخلفي Fiat 131 Supermirafiori

## رياضة السيارات

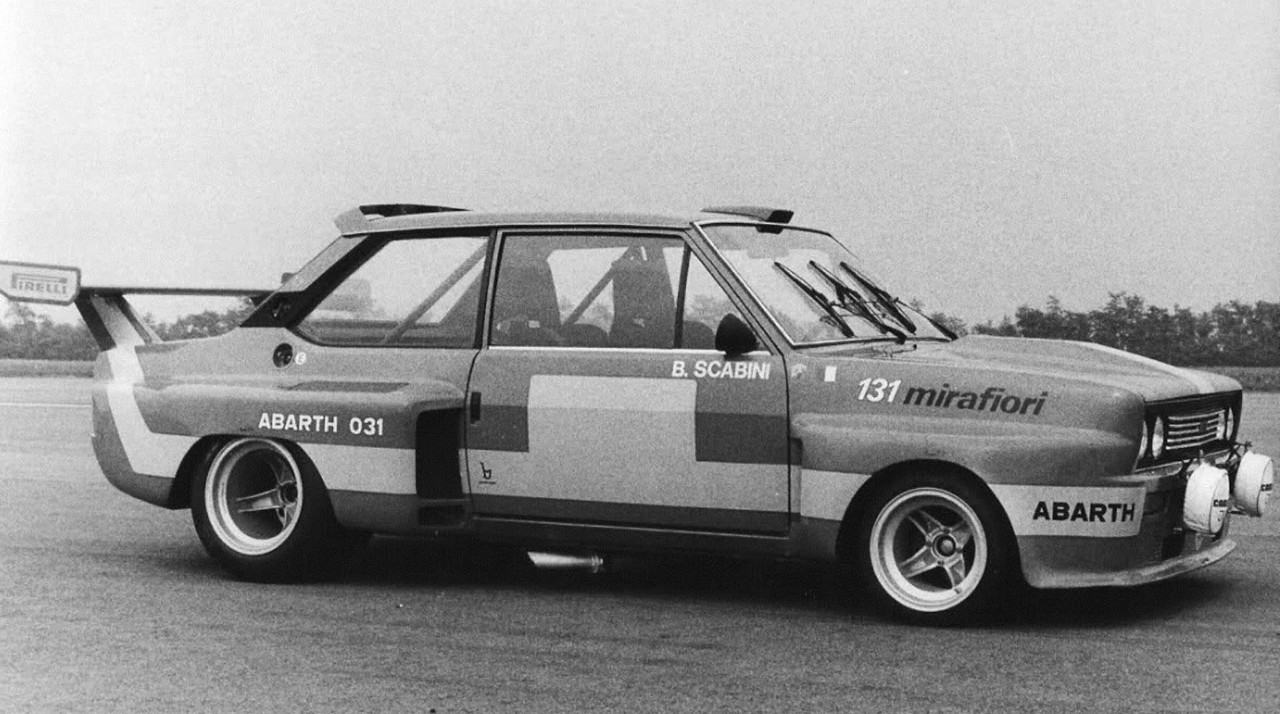
1975 "031" ، النموذج الأولي لسباقات Fiat Abarth 131 قبل السلسلة.
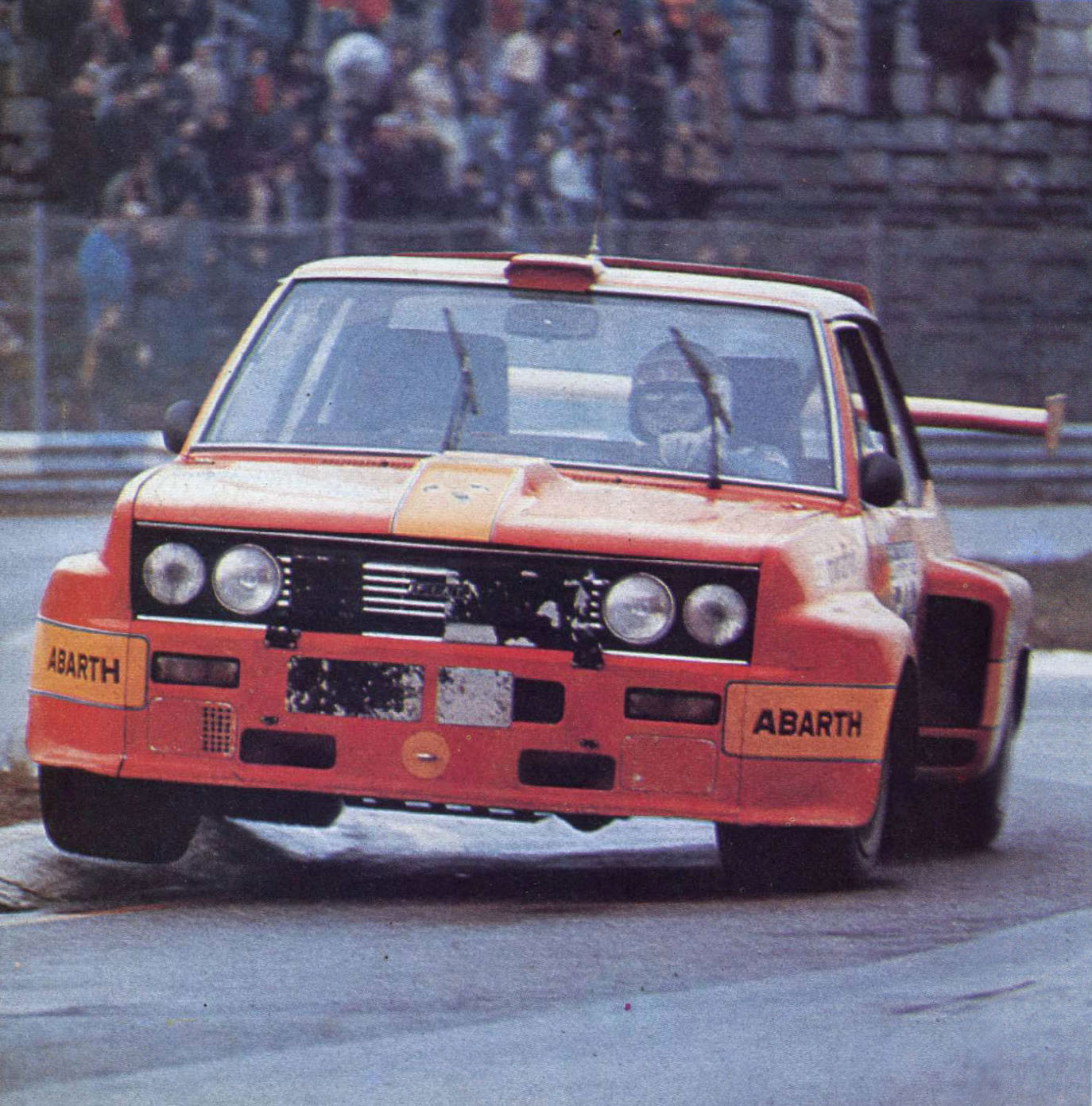
فيات أبارث 031 لجورجيو بيانتا ، في مرحلة إيمولا عام 1975 في جيرو ديتاليا.
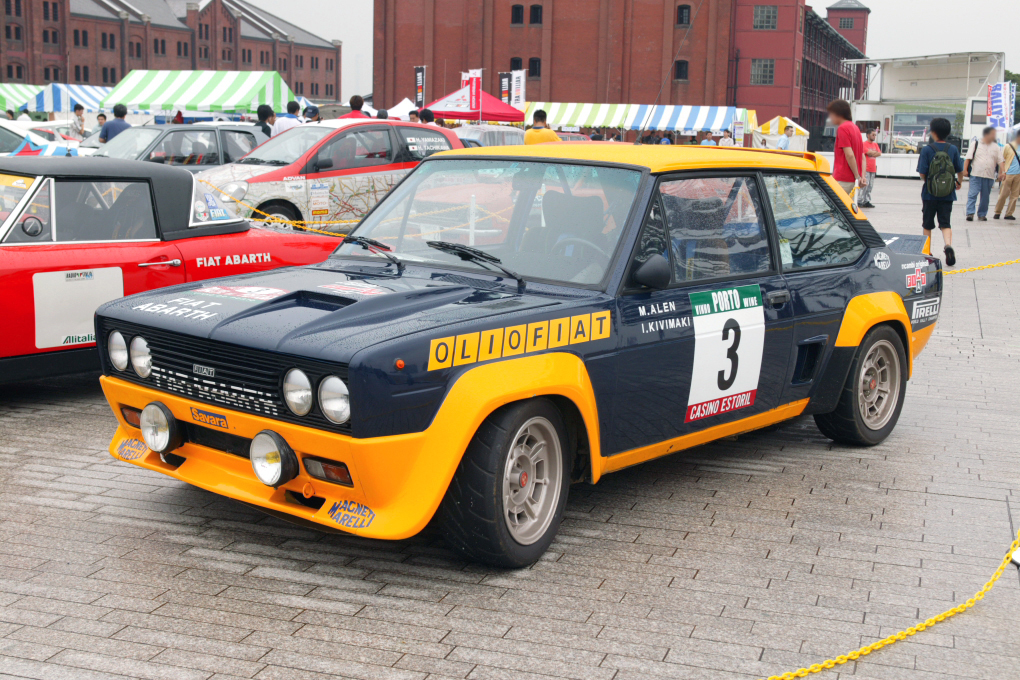
فيات أبارث 131 سيارة رالي مع كسوة "Olio Fiat"
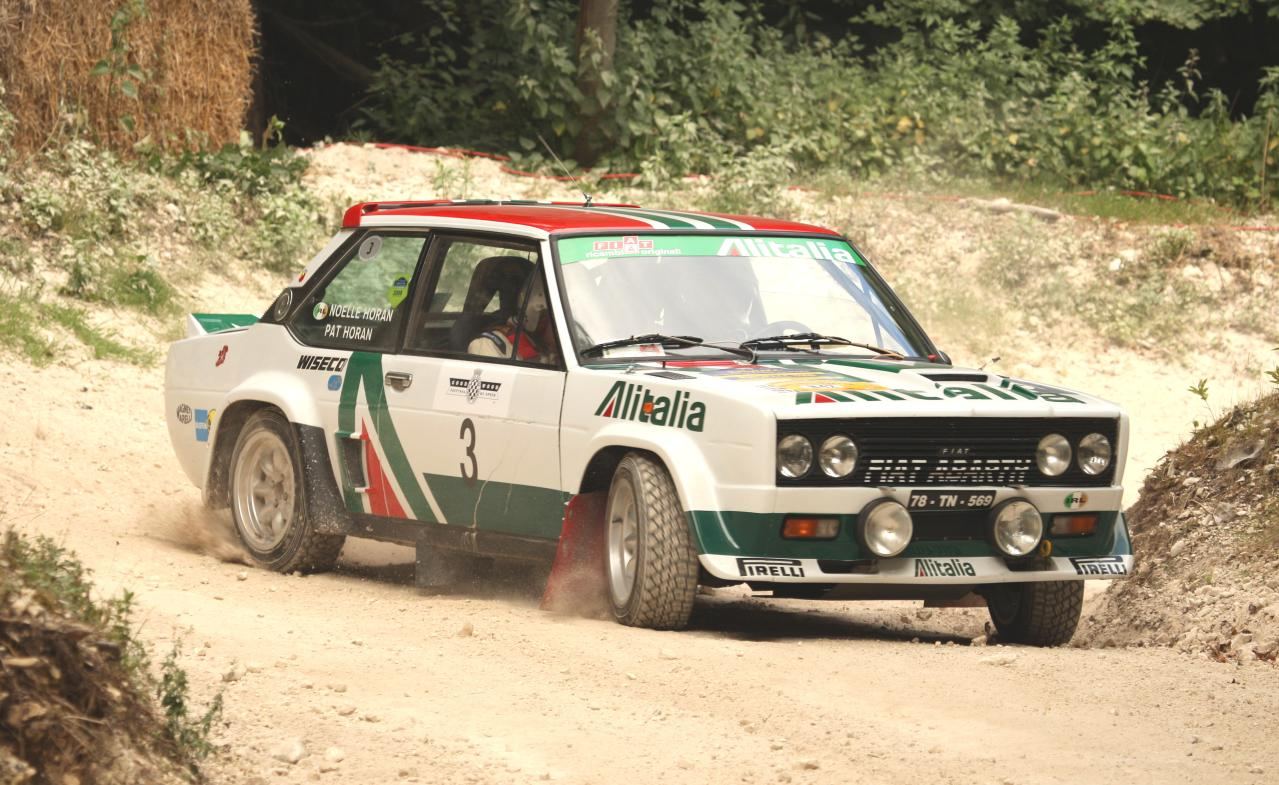
فيات أبارث 131 سيارة رالي مع كسوة "أليطاليا"

### 131 كسيارة رالي
فازت سيارة فيات 131 رالي، المجموعة الخامسة سعة 3.5 لتر Abarth SE 031، بسعة 3.5 لترات في سباق السيارات الإيطالي عام 1975 . كانت سيارة Fiat 131 Abarth سيارة رالي جماعية ناجحة للغاية، حيث فازت ببطولة العالم للراليات ثلاث مرات: في 1977 و1978 و1980 . بهذه السيارة، فاز ماركو ألين بكأس الاتحاد الدولي للسيارات لعام 1978 للسائقين، وفاز والتر روهرل ببطولة العالم للراليات لعام 1980. بين عامي 1976 و 1981 فازت Fiat 131 بـ 20 حدثًا من أحداث WRC ومن بين السائقين البارزين ساندرو موناري وتيمو سالونين وأتيليو بيتيغا وميشيل موتون.
بين عامي 1975 و 1977 رسميا «يعمل» سيارات قامت عليو فيات الأزرق والأصفر كسوة، ثم خلال عامي 1978 و 1979 مواسم كانت برعاية شركة الطيران الايطالية اليطاليا وولدت الأحمر بهم المميز، الأبيض والأخضر كسوة.

### انتصارات بطولة العالم للراليات
سجلت فيات أبارث 131 انتصارات في أحداث بطولة العالم للراليات التالية:
| رقم | الحدث                                  | الموسم | السائق              | المساعد               |
| --- | -------------------------------------- | ------ | ------------------- | --------------------- |
| 1   | 26th 1000 Lakes Rally                  | 1976   | Markku Alén         | Ilkka Kivimäki        |
| 2   | 10o Rallye de Portugal Vinho do Porto  | 1977   | Markku Alén         | Ilkka Kivimäki        |
| 3   | 8th South Pacific Rally                | 1977   | Fulvio Bacchelli    | Francesco Rossetti    |
| 4   | 5ème Critérium Molson du Québec        | 1977   | Timo Salonen        | Seppo Harjanne        |
| 5   | 19o Rallye Sanremo                     | 1977   | Jean-Claude Andruet | Christian Delferrier  |
| 6   | 21ème Tour de Corse                    | 1977   | Bernard Darniche    | Alain Mahé            |
| 7   | 11º Rallye de Portugal Vinho do Porto  | 1978   | Markku Alén         | Ilkka Kivimäki        |
| 8   | 25th Acropolis Rally                   | 1978   | Walter Röhrl        | Christian Geistdörfer |
| 9   | 38 Rajd Polski                         | 1978   | Antonio Zanini      | Juan Petisco          |
| 10  | 28th 1000 Lakes Rally                  | 1978   | Markku Alén         | Ilkka Kivimäki        |
| 11  | 6ème Critérium Molson du Québec        | 1978   | Walter Röhrl        | Christian Geistdörfer |
| 12  | 37ème Tour de France Automobile        | 1978   | Michèle Mouton      | Françoise Conconi     |
| 13  | 22ème Tour de Corse                    | 1978   | Bernard Darniche    | Alain Mahé            |
| 14  | 29th 1000 Lakes Rally                  | 1979   | Markku Alén         | Ilkka Kivimäki        |
| 15  | 48ème Rallye Automobile de Monte-Carlo | 1980   | Walter Röhrl        | Christian Geistdörfer |
| 16  | 14o Rallye de Portugal Vinho do Porto  | 1980   | Walter Röhrl        | Christian Geistdörfer |
| 17  | 2o Rally Codasur                       | 1980   | Walter Röhrl        | Christian Geistdörfer |
| 18  | 30th 1000 Lakes Rally                  | 1980   | Markku Alén         | Ilkka Kivimäki        |
| 19  | 22o Rallye Sanremo                     | 1980   | Walter Röhrl        | Christian Geistdörfer |
| 20  | 15º Rallye de Portugal Vinho do Porto  | 1981   | Markku Alén         | Ilkka Kivimäki        |

في عام 1978، قام الممثل الأمريكي جيمس برولين بحملة فيات 131 Abarth وفقًا لجدول زمني محدود في فئة GTU لبطولة IMSA GT . حملت السيارة رعاية من بيرة Anheuser-Busch Natural Light ، والتي تم تقديمها في العام السابق.

## السيارات غير الإيطالية 131 الاختلافات

### سيات 131

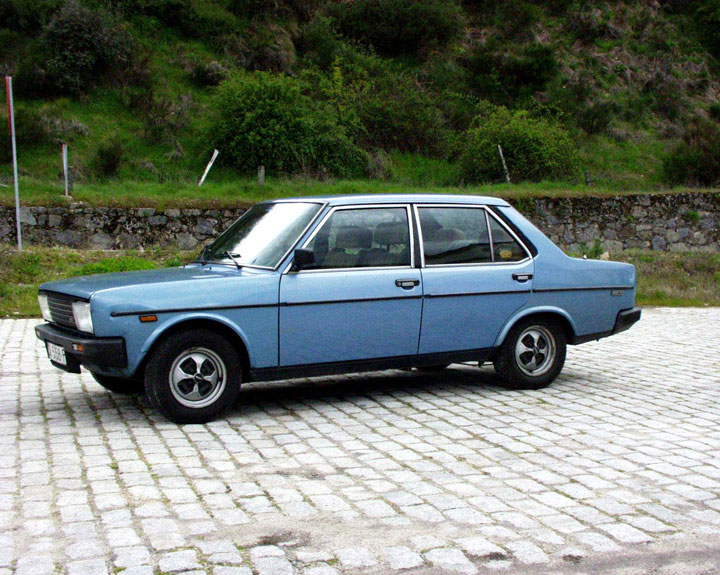
1980 سيات 131 ، سالامانكا ، إسبانيا

بدأت SEAT 131 إنتاجها في أوائل عام 1975 في برشلونة بنسختين معروضتين مبدئيًا: SEAT 131 L ، تتميز بمصابيح أمامية مستطيلة، 1438 محرك cc OHC وعلبة تروس 4 سرعات و SEAT 131 E يضم أربعة مصابيح أمامية مستديرة، 1,592 محرك cc DOHC وعلبة تروس 5 سرعات. نمت المجموعة في عام 1976 مع إصدار سيات 131 المألوف، والذي تم تقديمه بكلا المحركين. في عام 1977، تم إصدار 131 Automatico (علبة التروس الأوتوماتيكية) وفي العام التالي تم تقديم إنتاج قصير جدًا من SEAT 131 CLX 1800. كانت إسبانيا هي المكان الوحيد الذي تم فيه بناء الحوزة 131، ولكن في التصدير تم تصنيفها باسم Fiat 131 Familiare.
في عام 1978، تطورت SEAT 131 إلى SEAT 131 Mirafiori / Supermirafiori (بانوراما لإصدارات العقارات)، مع نفس التغييرات التي شوهدت على ابن عمها الإيطالي. ظلت المحركات كما هي إلى حد كبير، ولكن محرك ديزل بيركنز 4.108 سعة 1.8 لتر كان متاحًا في عام 1979.
تم إطلاق إصدار خاص آخر من CLX في عام 1980. متوفر فقط باللون الفضي المعدني أو البرونزي المعدني، وقد كان طراز 131 CLX يحتوي على 1919 محرك cc ، تطوير 114 حصان متري (84 كـو) عند 5800 دورة في الدقيقة.
في عام 1981، تم تطوير نسخة الديزل بمحرك Sofim جديد. هذا 2500 كان محرك cc أقوى بكثير من إصدار Perkins (72 حصان مقابل 49 فقط hp) وكانت واحدة من أنجح سيارات الأجرة في إسبانيا في أوائل الثمانينيات.
في عام 1982، تم تغيير سيات 131 مرة أخرى، حيث جمعت كل تغييرات الجسم التي شوهدت في سلسلة فيات 131 3. كان 131 متاحًا الآن في إصدارات CL و Supermirafiori و Diplomatic. كان الدبلوماسي هو الأعلى في النطاق، حيث بلغ 1995 محرك سي سي وميزات مثل التوجيه المعزز أو النوافذ الكهربائية أو تكييف الهواء. كانت إصدارات البانوراما هي السيارات التي اختارتها "Cuerpo Nacional de Policia" (قوة الشرطة الإسبانية) كسيارات دورية.
في عام 1984، وقد توقف مجموعة SEAT 131، دون بديلا المباشر وفيات ريتمو المستندة SEAT مالقة وقعت في عام 1985.

### مراد 131
أسست صناعات توفاش في تركيا أيضًا إنتاجها الأولي على طرازات فيات 131 المبنية بموجب ترخيص فيات. تضمنت 131 نموذجًا قائمًا على مراد 131 الذي بني في بورصة، تركيا، دوغان ، شاهين وكارتال (الحوزة). تمتعت هذه المركبات بفترة إنتاج طويلة جدًا (1986-2002 في تركيا، 1991-2009 في مصر، 2006-2010 في إثيوبيا)، وتم استبدالها لاحقًا بطرازات Fiat الأحدث.

### بولسكي فيات 131 ص
تم أيضًا تجميع 131 سيدان في بولندا بواسطة Fabryka Samochodów Osobowych (FSO) في السنوات 1975 إلى 1981، وتم تجميع 3102 في المجموع. غالبًا ما كانت تستخدم من قبل مؤسسات الدولة ومسؤولي الحزب الشيوعي. كانت سيارات السلسلة الأولى متوفرة فقط في القطع الخاصة وكانت تسمى Polski Fiat 131p Mirafiori. عُرفت سيارات السلسلة الثانية تحت اسم Fiat 131p Mirafiori وتم عرضها في مستويات القطع L و CL.
منتجين أخرين
تم إنتاج فيات 131 أيضًا في حلوان، مصر، من قبل النصر منذ عام 1982 على الأقل،  على أساس مجموعات الضربة القاضية الكاملة (CKD). تبع ذلك تجميع CKD لـ Tofaş Murat 131 بين 1991-2009. تم تجميع Tofaş Murat 131 أيضًا في إثيوبيا بواسطة Holland Car بين 2006-2010.
تم إنتاج CKD أخرى من Fiat 131 في البلدان التالية:
- قرطبة. الأرجنتين ، FIAT Córdoba .
- بوغوتا، كولومبيا ؛ (Compañía Colombiana Automotriz).
- سان خوسيه، كوستاريكا (SAVA).
- جاكرتا، إندونيسيا (PT Daha Motor و Saloon و Station Wagon).
- كوالالمبور، ماليزيا.[28]
- الدار البيضاء، المغرب (سوماكا).
- لشبونة، البرتغال (Fiat Portugaluesa SARL، Somave Sarl [1])
- سنغافورة (موزعو شركات فيات).
- بانكوك، تايلاند (Karnasuta General Assembly Co.).
- كاراكاس، فنزويلا (FIAT de Venezuela CA).
- ليفينجستون، زامبيا (Livingstone Motor Assemblers Ltd)

## معرض صور

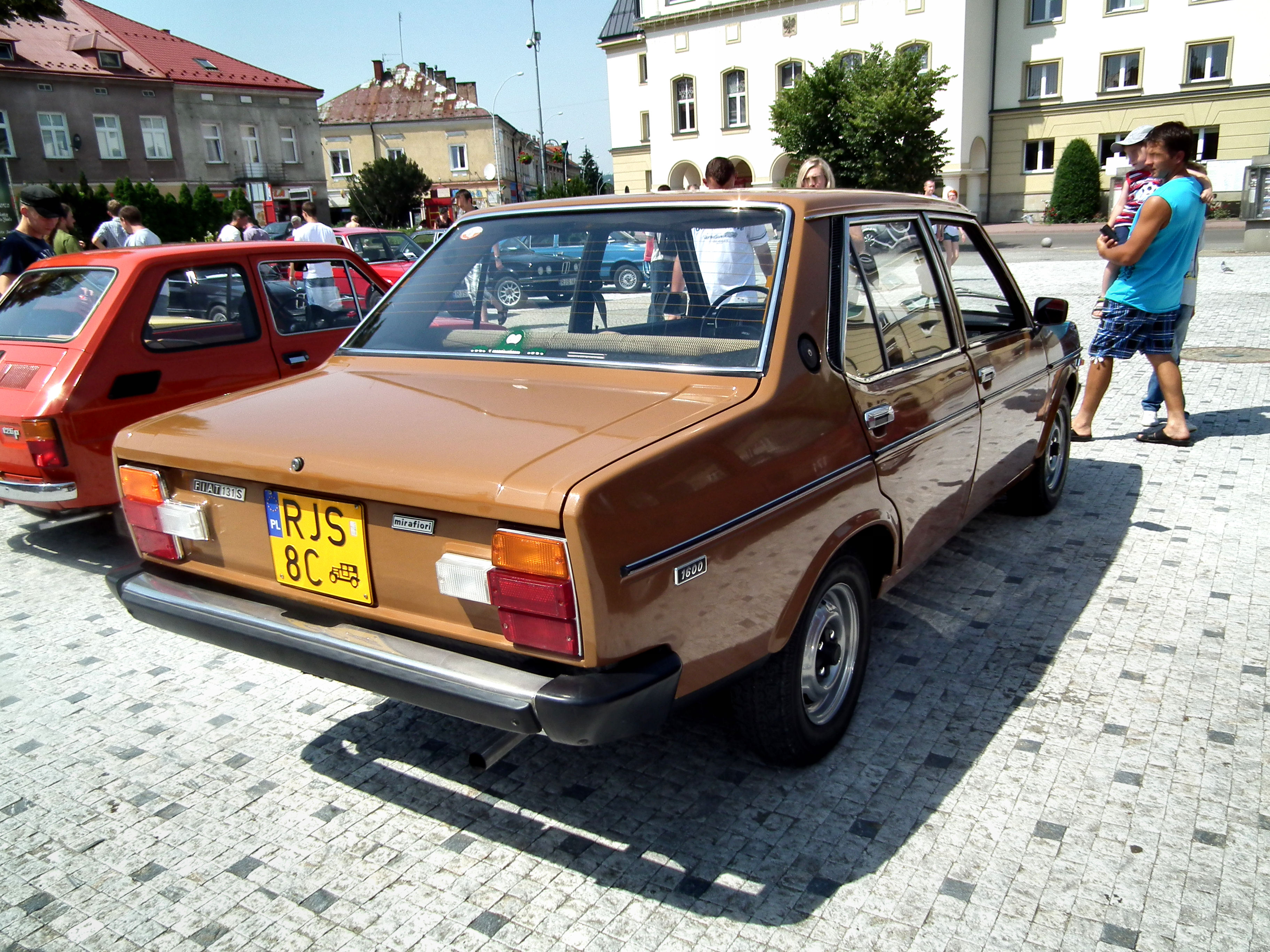
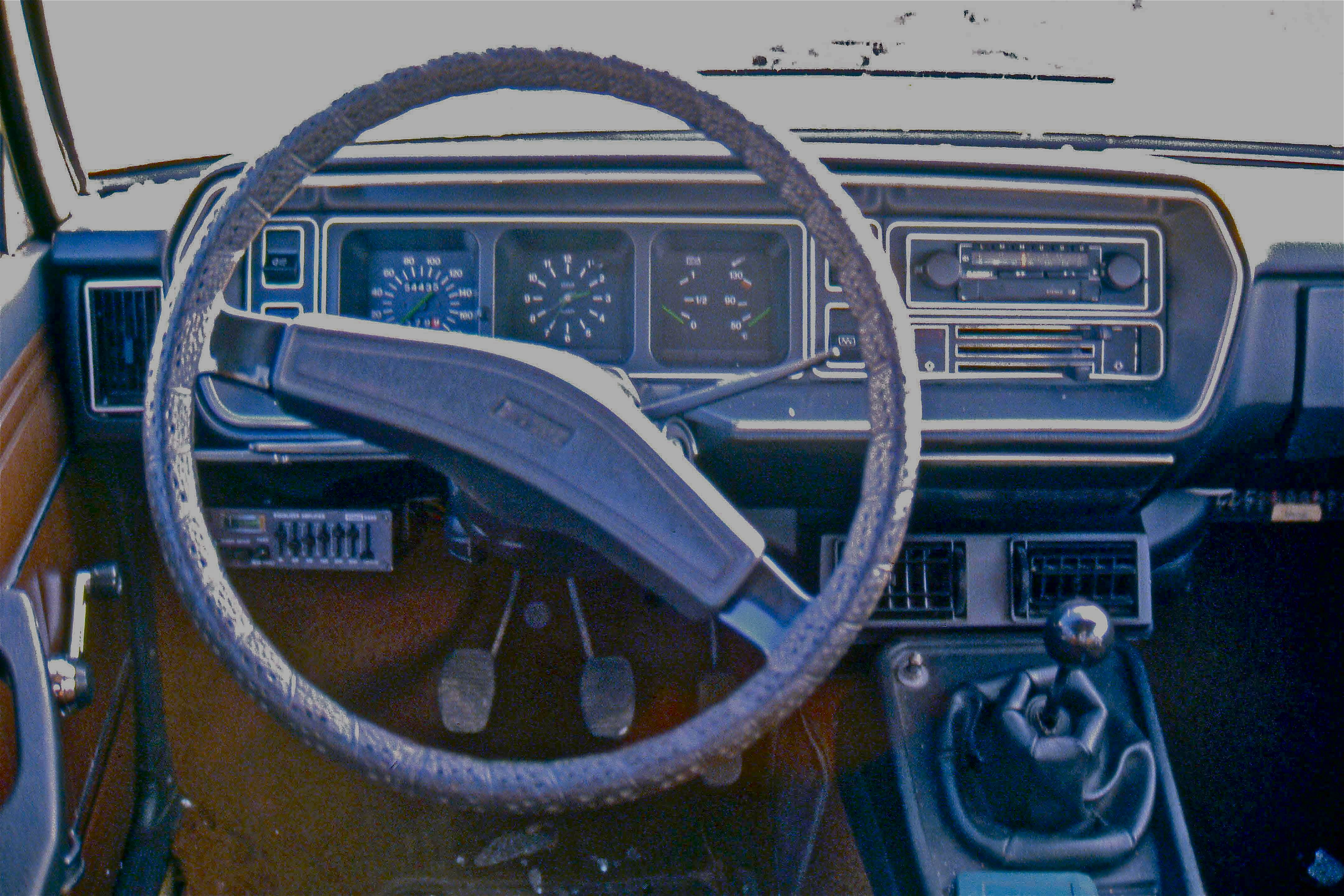
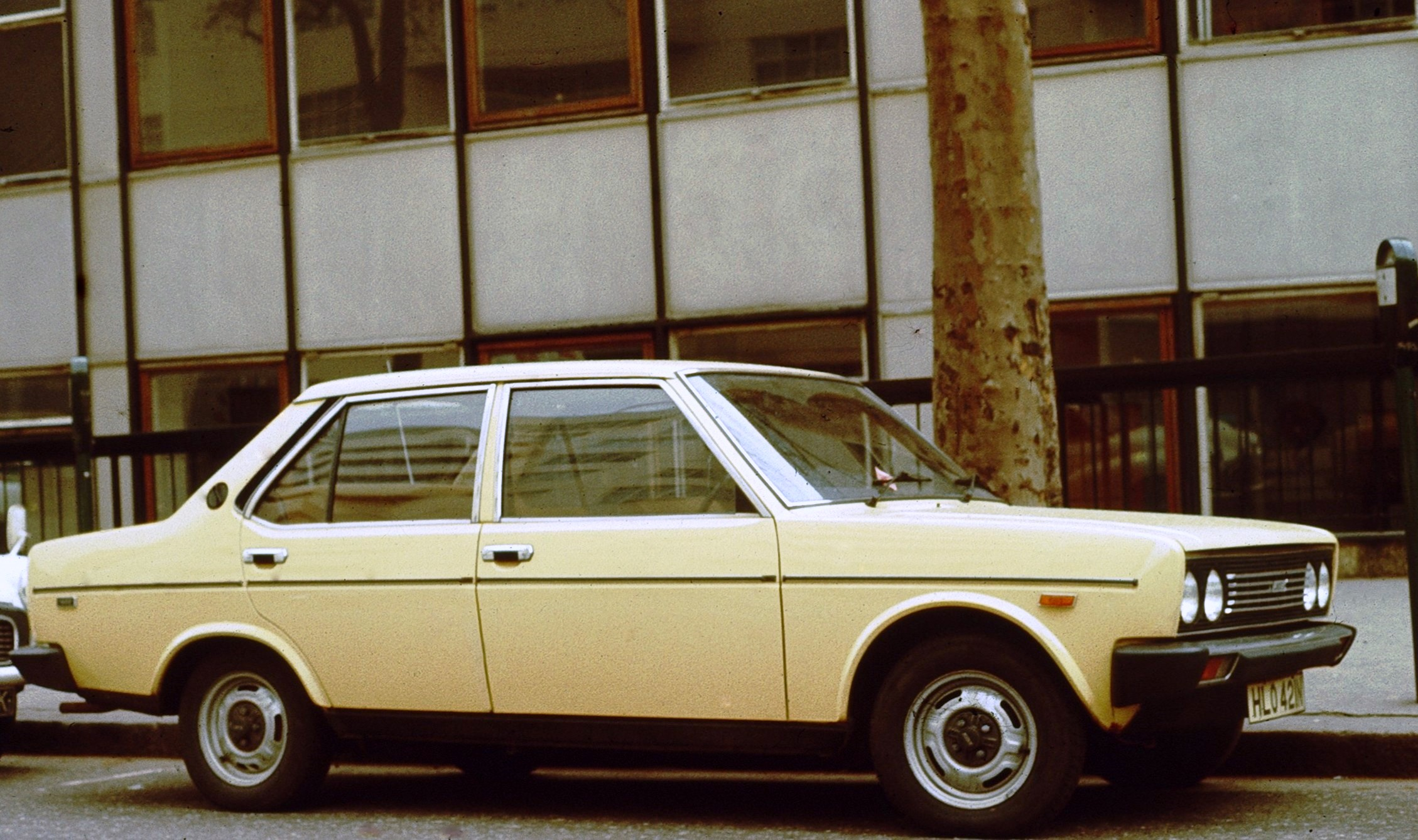
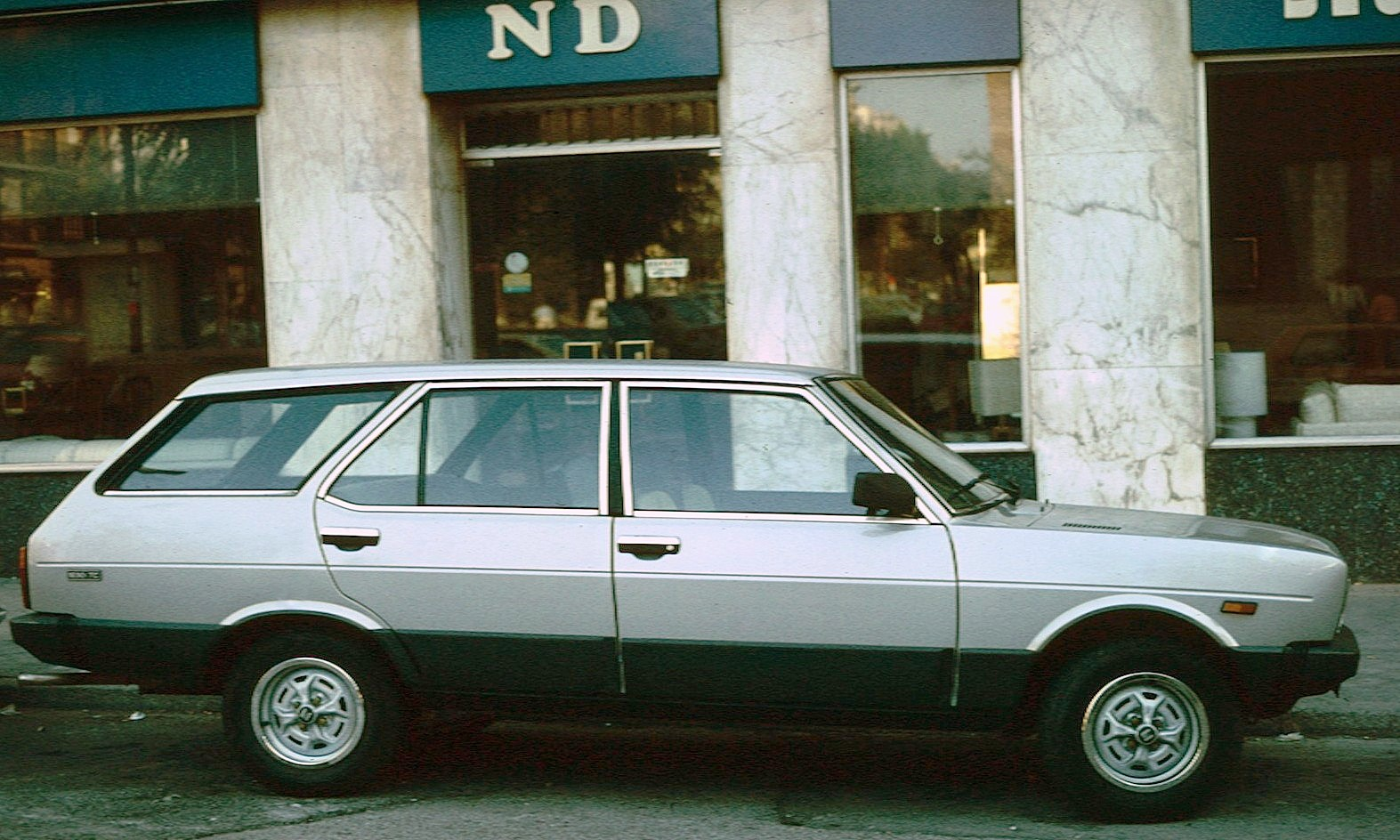

## اقرأ أيضا
- فيات 124 سبايدر